# Katchanovka
La Katchanovka (en ukrainien : Качанівка ; Katchanivka ; en russe : Качановка ; Katchanovka) est un château situé dans l'oblast de Tchernihiv en Ukraine. Il est l'une des nombreuses possessions de Piotr Roumiantsev, maréchal russe de Catherine II de Russie, et vice-roi de la Petite Russie.

## Historique
La résidencede  Katchanovka a été érigée dans les années 1770 selon les conceptions néoclassiques de Karl Blank. L'église, l'orangerie, la volière, le château d'eau et plusieurs autres bâtiments datent du XIXe siècle.
Ces terres appartenaient au comte Roumiantsev-Zadunaisky. À sa mort, les propriétés passent à la famille Tarnovski (en) et deviennent plus tard la propriété du propriétaire terrien Tarnovsky. Wasyl Tarnovski s'intéresse à l'histoire de l'Ukraine et rassemble une collection d'armes ayant appartenu aux hetmans ukrainiens. Sous lui, le domaine est devenu le centre culturel de la région de Tchernihiv. Parmi les visiteurs de la Katchanovka au XIXe siècle figuraient Nikolai Gogol, Taras Chevtchenko, Ilya Repin, Mikhail Vrubel et Mikhaïl Glinka (qui a travaillé sur son opéra Une vie pour le tsar dans la maison d'été).
Bien que les Soviétiques aient nationalisé le palais pour l'utiliser comme colonie pénitentiaire et hôpital pour tuberculeux, le manoir, y compris le vaste parc anglais et plusieurs dépendances subsidiaires, est exceptionnellement bien conservé. Il est désigné réserve culturelle nationale depuis 1982 et a été sélectionné comme l'un des sept châteaux et palais merveilleux d'Ukraine.

### Localisation
De nos jours, le château se trouve sur la rive de la rivière Smoch, près du village de Petrouchivka dans le raïon de Prylouky, dans l'oblast de Tchernihiv, en Ukraine. La résidence de Gomel (en) est peut-être le domaine Roumiantsev le plus connu de la région.